# 莱格利斯欧布瓦
莱格利斯欧布瓦（法語：L'Église-aux-Bois，法語發音：[leɡliz o bwa]）是法国科雷兹省的一个市镇，位于该省北部，属于蒂勒区。

## 地理
莱格利斯欧布瓦（45°38'56"N, 1°48'8"E）面积16.2 平方千米，位于法国新阿基坦大区科雷兹省，该省份为法国中南部省份，北起上维埃纳省和克勒兹省，西接多爾多涅省，南至洛特省，东临多姆山省和康塔爾省。
与莱格利斯欧布瓦接壤的市镇（或旧市镇、城区）包括：尚伯雷、拉塞勒、埃穆捷、内德、朗普纳。

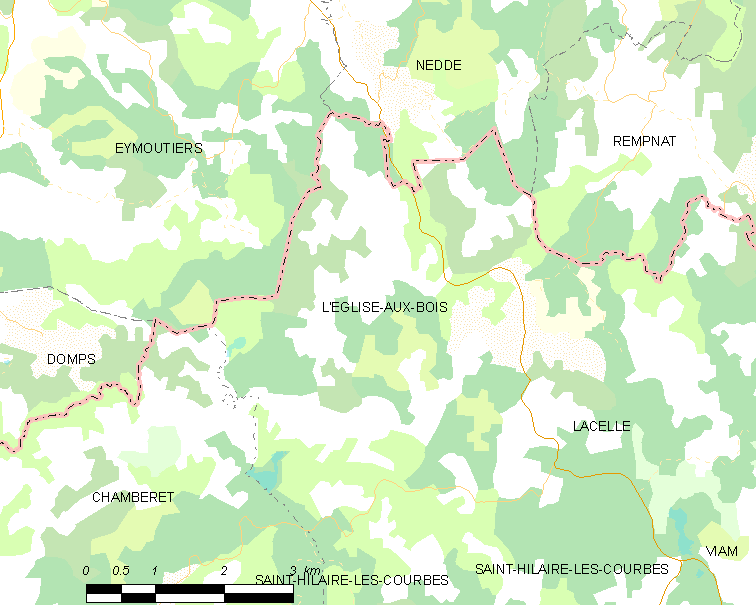
莱格利斯欧布瓦的OSM定位图

莱格利斯欧布瓦的时区为UTC+01:00、UTC+02:00（夏令时）。

## 行政
莱格利斯欧布瓦的邮政编码为19170，INSEE市镇编码为19074。

## 政治
莱格利斯欧布瓦所属的省级选区为塞亚克-莫内迪耶尔县。

## 人口

1962-2008年间莱格利斯欧布瓦人口变化图示

莱格利斯欧布瓦于2022年1月1日时的人口数量为51人。